# Правила Орджела
Правила Орджела — это набор аксиом, приписываемых Фрэнсисом Криком эволюционному биологу Лесли Орджелу.

## Первое правило Орджела
«Каким бы медленным или неэффективным не был спонтанный процесс, найдётся эволюционирующий белок, который сделает его более быстрым или эффективным.»
Это «правило» основано на том факте, что во всех организмах существует огромное множество белков, которое выполняет самые разные функции путём модификации химических или физических процессов. Хорошим примером служит любой энзим, катализирующий химическую реакцию, которая в противном случае была бы слишком медленной.

## Второе правило Орджела
«Эволюция умнее, чем ты.»
Это «правило» широко известно среди биологов. Оно не подразумевает, что эволюция имеет мотивы или методы, но люди, которые утверждают, что «эволюция не может этого или того», как правило обладают недостаточным воображением.
Второе правило Орджела говорит нам, что процессы естественного отбора сами по себе не разумны, не умны и не обладают целью, но, тем не менее, гениальны.